# Palazzo Trapani Lombardo

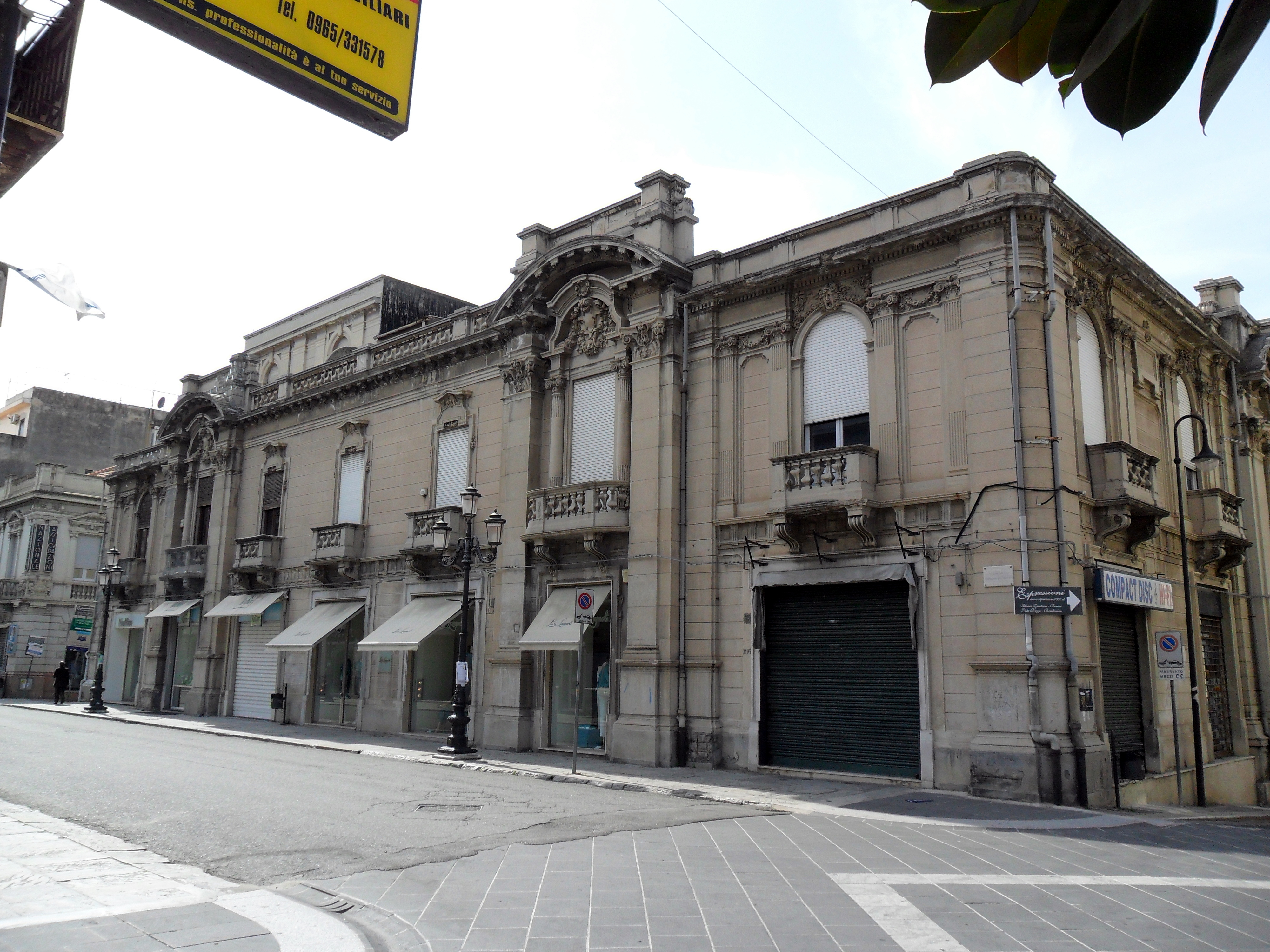
Palazzo Trapani Lombardo im Reggio Calabria, Fassade zum ‚‚Corso Giuseppe Garibaldi‘‘

Der Palazzo Trapani Lombardo ist ein Palast aus den 1920er-Jahren im historischen Zentrum von Reggio Calabria in der italienischen Region Kalabrien, dessen Fassaden Elemente des Neoklassizismus und des Jugendstils zeigen. Er liegt im Block zwischen dem Corso Giuseppe Garibaldi, der Via Biagio Camagna und der Via Diana.

## Geschichte

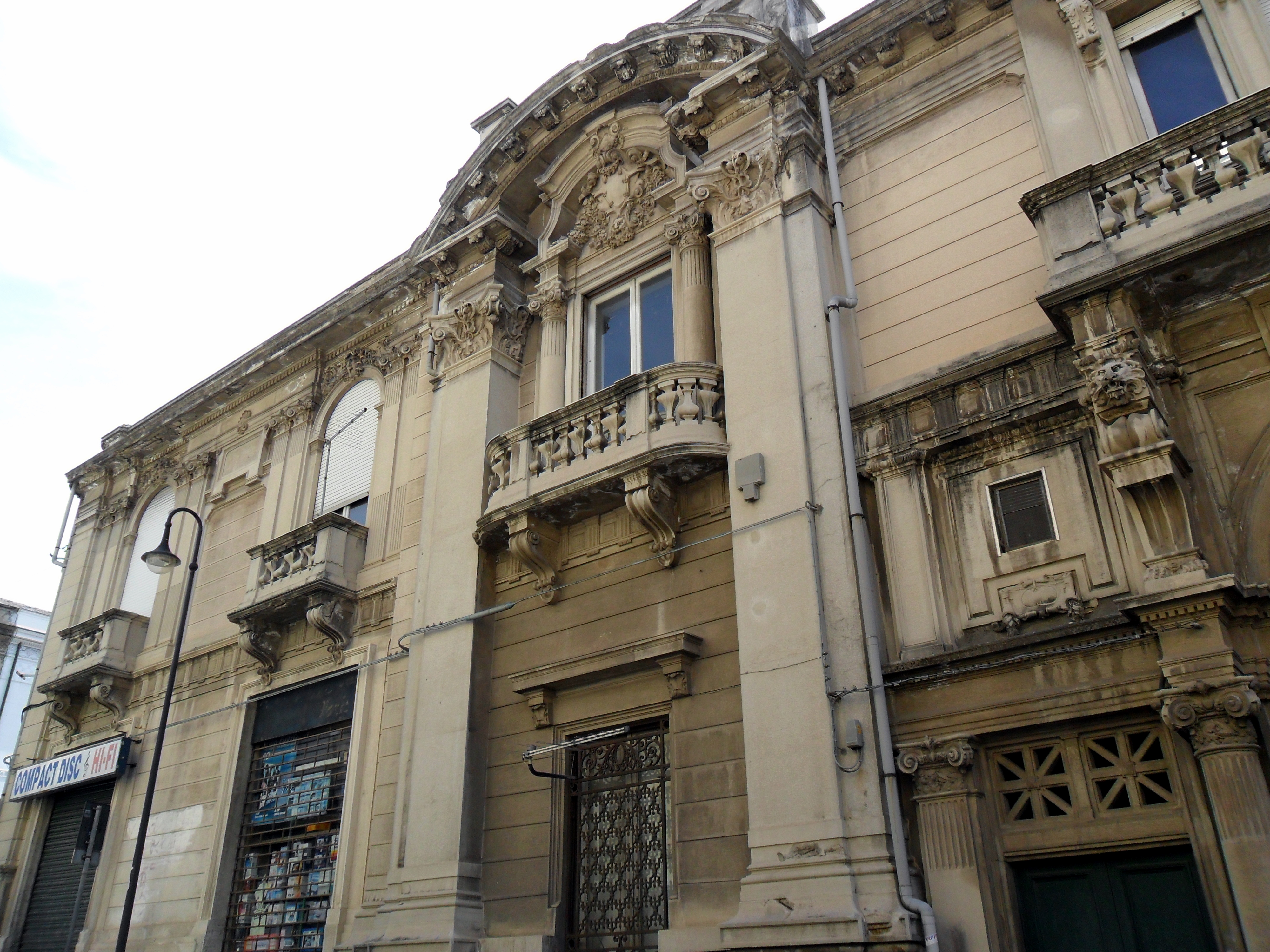
Teil der Fassade zur ‚‚Via Biagio Camagna‘‘

Der Palast gehört der Familie des Senators Antonio Trapani-Lombardo. Er wurde nach dem Erdbeben von 1908 nach Plänen des Bauingenieurs Gino Zani Anfang der 1920er-Jahre errichtet.

## Beschreibung
Der Palast zeigt Motive der neoklassizistischen Tradition mit Einflüssen des Jugendstils in seinen reichen Dekorationen. Die Fassaden erscheinen wie ein Gitter, dessen Linien durch die architektonischen Glieder präzise repräsentiert werden: Einerseits teilen die Lisenen die Fassade vertikal, andererseits definieren die Gesimse eine horizontale Aufteilung.
Das Gebäude hat zwei Vollgeschosse und ein kleines Dachgeschoss. An der Hauptfassade zum Corso Giuseppe Garibaldi sind im Erdgeschoss Ladengeschäfte untergebracht, während das Obergeschoss für Wohnzwecke und für Büros genutzt wird.
Der Eingang zum Palast liegt in der Via Biagio Camagna und besteht aus einem großen Rundbogenportal, flankiert von zwei Säulen, die durch korinthische Kapitelle verschönert sind, und mit einem reichen Architrav und einem Gesims darüber. Über den Säulen liegen in deren Achsen zwei unterschiedlich ausgestaltete Konsolen, die den Balkon im Obergeschoss stützen, dessen Öffnungen mit Architraven versehen sind; darüber liegt ein imposantes, halbrundes und gebrochenes Tympanon, in dessen Inneren sich ein mit floralen Dekorationen gerahmtes Wappen findet. An beiden Seiten des Portals gibt es zwei Nebeneingänge mit einer kleinen Öffnung darüber, gerahmt von den Säulen des Haupteingangs, einem Paar Lisenen und einem Gebälk mit einem kleinen Fenster darüber.
Die Fassaden sind mit glattem Bossenwerk verkleidet und zeigen auf ihrer gesamten Höhe eine Reihe von Lisenen, die von reichen, korinthischen Kapitellen gekrönt sind und die Räume zwischen den verschiedenen Fenstern teilen. Im Obergeschoss befindet sich eine Reihe von Balkonen, die mit Balustern mit abgerundeten, kleinen Säulen verschlossen sind, einige davon mit Ecken, andere abgerundet; sie sind in Achse mit den Fensteröffnungen des darunter liegenden Geschosses angeordnet, mit reich dekorierten Basen und Konsolen, ebenso wie die gerundeten Kymatien einiger Fensteröffnungen, die dieselbe architektonische Linie erreichen wie die über dem Balkon über dem Haupteingang, während die anderen Öffnungen Rundbögen mit floralen Dekorationen haben und in der Mitte ein großes Gorgonenmaskaron oder einen Architrav.
Das Ganze krönt ein Traufgesims, das durch kleine Konsolen gestützt, in seiner Linie durch einige halbrunde, gebrochene Tympana unterbrochen und von einer Balustrade überragt ist, in der sich Pilaster und Brüstungen mit kleinen Säulen abwechseln, die das Dachgeschoss und die Terrasse schützen.